# Pfarrkirche Hollabrunn

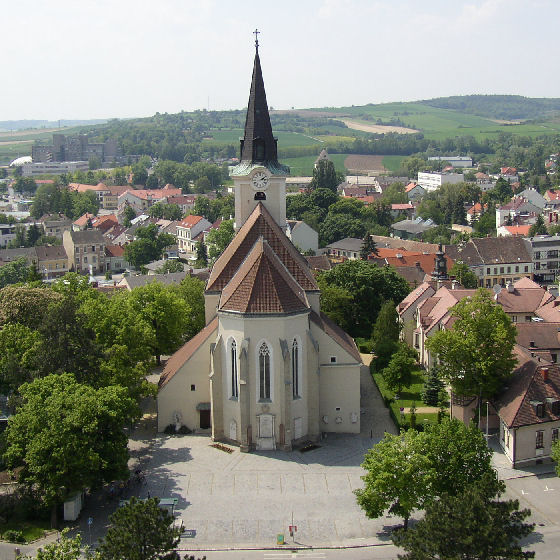
Ansicht von Osten

Die Pfarrkirche Hollabrunn ist eine römisch-katholische Kirche in Hollabrunn (Niederösterreich). Sie steht in erhöhter Lage südöstlich des Hauptplatzes und ist dem heiligen Ulrich geweiht.
Die Kirche gehört zum Dekanat Hollabrunn im Vikariat Unter dem Manhartsberg und steht unter Denkmalschutz.

## Geschichte

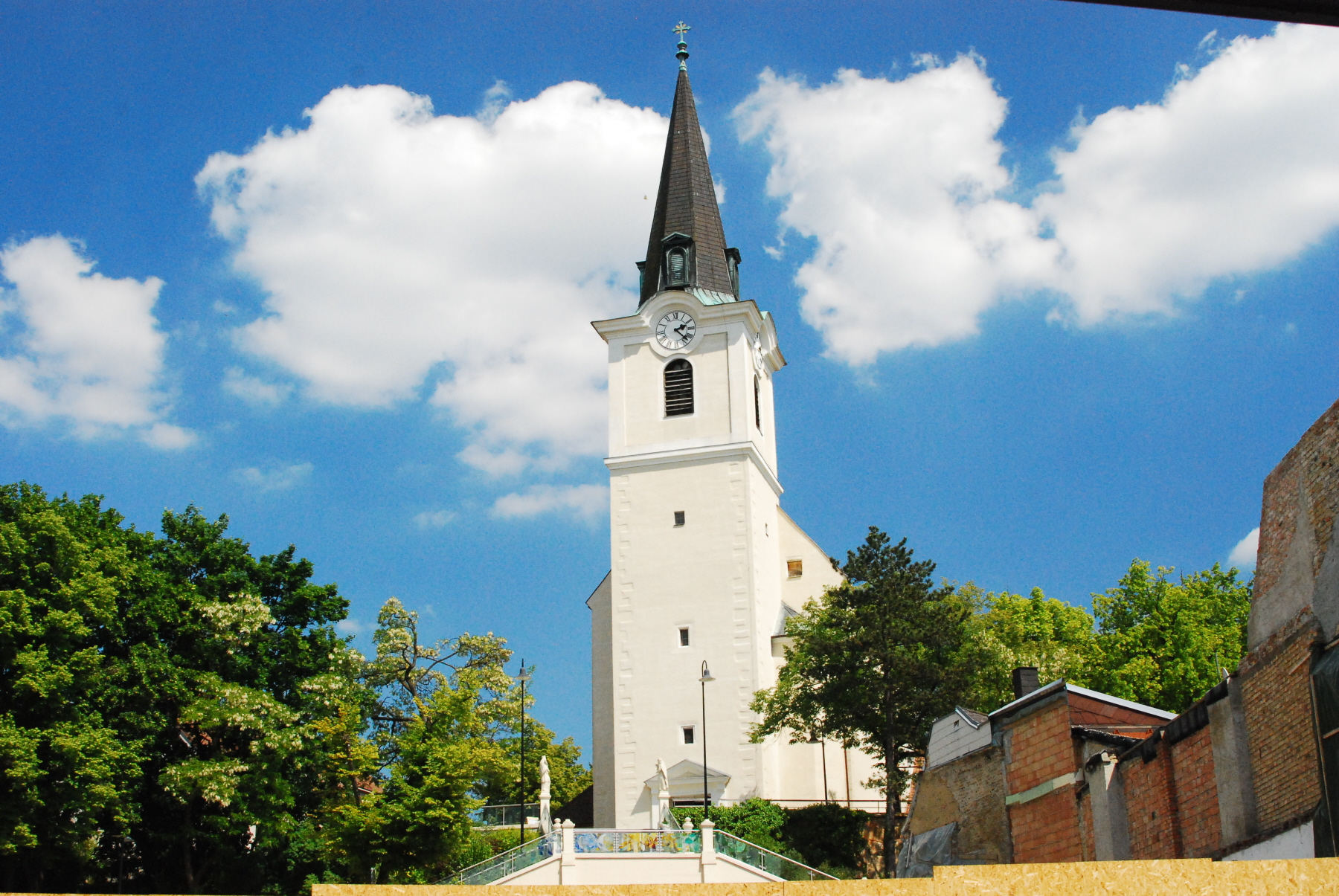
Ansicht von Westen

Im 11. und 12. Jahrhundert wurden Hollabrunn und die Umgebung entlang des Göllersbaches von den Markgrafen von Cham-Vohburg verwaltet, deren Dienstmannen und Besitznachfolger die Herren von Sonnberg wurden. Wahrscheinlich haben Letztere in der Mitte des 12. Jahrhunderts den Bau einer rechteckigen, romanischen Saalkirche mit halbkreisförmiger Apsis veranlasst. Sie wurde dem heiligen Ulrich geweiht, der mit den Markgrafen Cham-Vohburg verwandt war. Von diesem Bau sind in der heutigen Kirche Teile der West- und der Nordwand erhalten, zwei romanische Fenster wurden freigelegt. Die Kirche war von einem Friedhof umgeben.
Die Herren von Sonnberg waren es, die um 1220 die Pfarre Hollabrunn gründeten, die bis 1785 der Diözese Passau inkorporiert war. Am Ende des 13. Jahrhunderts wurde das Kirchenschiff nach Osten verlängert und erhielt einen Fünfachtelschluss.
Nachdem der böhmische König Johann im Jahr 1336 das Weinviertel und damit auch Hollabrunn verwüstet hatte, kam es zu einem gotischen Um- und Wiederaufbau unter teilweiser Verwendung der romanischen Bausubstanz. Dabei wurde die Kirche nach Süden verbreitert, nach Osten um einen zweijochigen Chor mit Fünfachtelschluss verlängert und erhielt eine flache Holzdecke. An der Kirchennordwand wurde eine frühgotische Grabkapelle (Kreuzkapelle) angebaut.
Im 15. Jahrhundert erhielt die Kirche eine gotische Ausstattung und einen Turm.
In der Reformationszeit diente der Bau als evangelische Kirche. Die katholischen Gottesdienste fanden – der Überlieferung nach – im alten „Spittel in der Zeil“ statt. 1662 übernahmen die Dietrichsteiner die Herrschaft über den Ort und förderten die Gegenreformation. Die Kirche wurde wieder katholisch und der Zeit entsprechend barockisiert. Es wurden Sakristeien und die Beichtkapelle angebaut und die Holzdecke im Jahr 1675 durch eine barocke Einwölbung ersetzt.
Ein Brand als Folge eines Blitzschlages führte dazu, dass der Turm 1739 wieder aufgebaut werden musste.
Im Jahre 1783 wurde das 1667 in Hollabrunn errichtete Kapuzinerkloster von Joseph II. aufgelassen, und die Kirche übernahm 1783/84 Bilder und die Orgel aus dem Kloster. In dieser Zeit wurde der um die Kirche gelegene Friedhof an den südöstlich angrenzenden Hügel verlegt, wo sich heute der Koliskopark befindet.

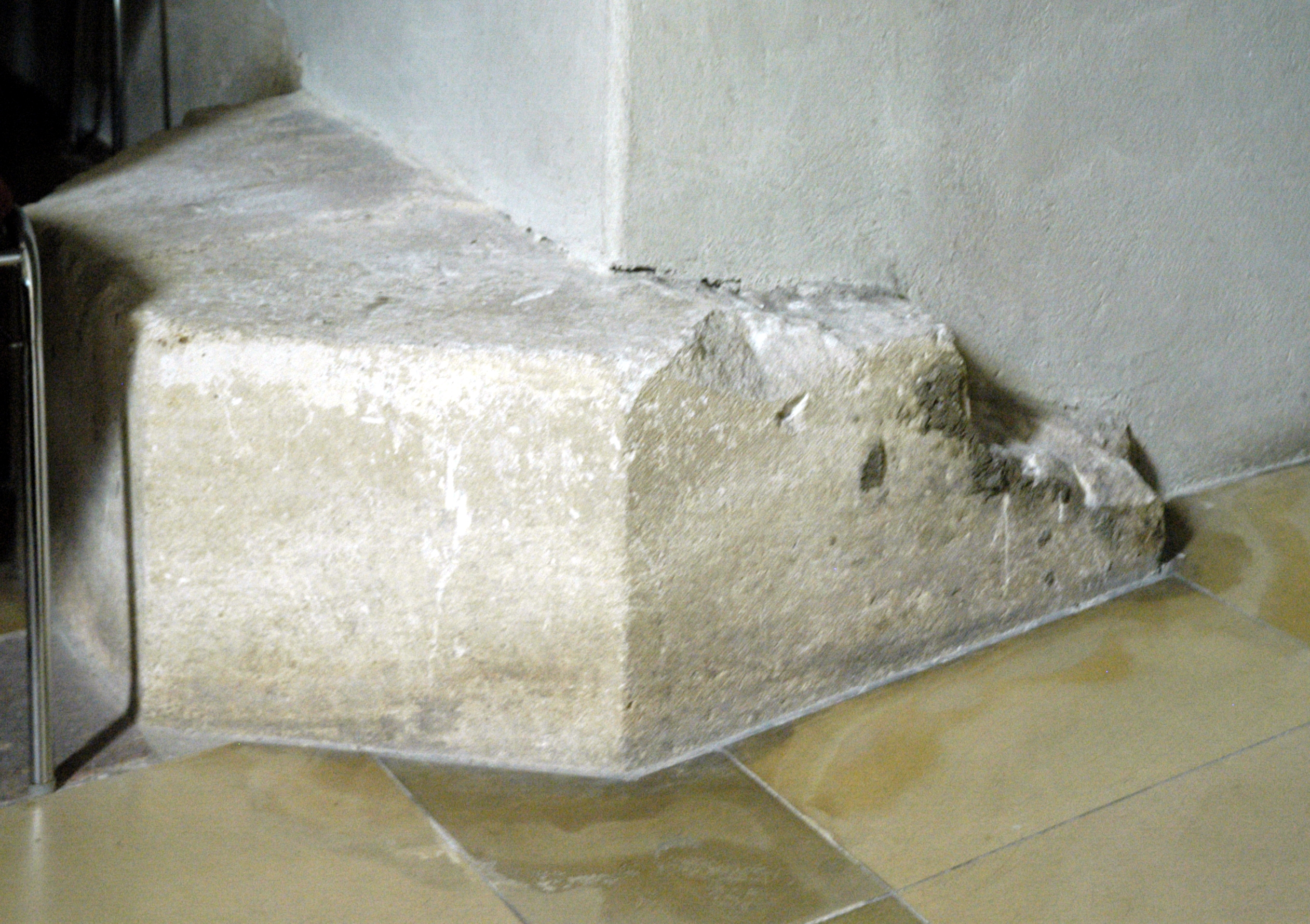
Freigelegte, gotische Pfeilerbasis neben dem Eingang zur Kreuzkapelle

Zwischen 1823 und 1838 erfolgte unter Pfarrer Josef Strauss eine komplette Umgestaltung des Kirchenraums und eine Anhebung des Fußbodenniveaus um 65 Zentimeter, wodurch die gotischen Pfeilerbasen verdeckt wurden. Der Hochaltar wurde durch einen neuen Altar mit großem
Kreuz mit Korpus ersetzt. Die Apsisfenster wurden bis auf das südliche Fenster zugemauert. Im Kirchenschiff wurden zwei neue Seitenaltäre – links der Marienaltar, rechts der Ulrichsaltar – aufgestellt und es wurde eine neue Kanzel angeschafft. 1867 wurde die Sakristei an der Nordseite aufgestockt.
Die barocke Zwiebelkuppel des Turmes wurde 1876 durch ein Pyramidendach ersetzt. 1878 wurde vor dem bestehenden großen Kreuz des Hauptaltares eine Marienstatue aufgestellt. 1908 wurde im Zug diverser Restaurierungsarbeiten ein neugotischer Hochaltar errichtet, und die zugemauerten Apsisfenster wurden wieder geöffnet.
Im Zug der Restaurierung 1957/58 wurde der spätgotische Rest eines Freskos „Christus als Weltenrichter“ an der südlichen Außenseite der Apsis gefunden, aber leider abgeschlagen.
1961 erhielt die Kirche eine neue Orgel, und 1975/77 erfolgte eine Innenrenovierung, bei der das Chorgestühl entfernt und ein Volksaltar aufgestellt wurde.
Bei einer umfassenden Innenrestaurierung in den Jahren 1993/94 wurde der Boden wieder um 65 Zentimeter auf das ursprüngliche Niveau von vor 1823 abgesenkt und der ursprüngliche Gruftzugang freigelegt. Dabei wurden zahlreiche Gräber aus der Jungsteinzeit, dem 1. Jahrhundert und aus der Zeit vom 12. bis 17. Jahrhundert gefunden. Der Fußboden mit Stufen aus Wachauer Marmor wurde erneuert. Volksaltar und Ambo wurden neu aus Adneter Marmor hergestellt. Die Kirche erhielt ein neues Haupttor, die Inneneinrichtung sowie die Orgel wurden restauriert. Eine Kopie der „Gnadendorfer Madonna“ vom Anfang des 16. Jahrhunderts wurde aufgestellt, das frühgotische Fenster in der Kreuzkapelle wieder geöffnet und die Sakristei neu eingerichtet.
2008 erfolgte die Neugestaltung des Eingangsbereiches, wo im November 2010 eine Statue „Mutter Anna mit Maria“ aus dem Jahr 1738 aufgestellt wurde.

## Baubeschreibung

### Außen

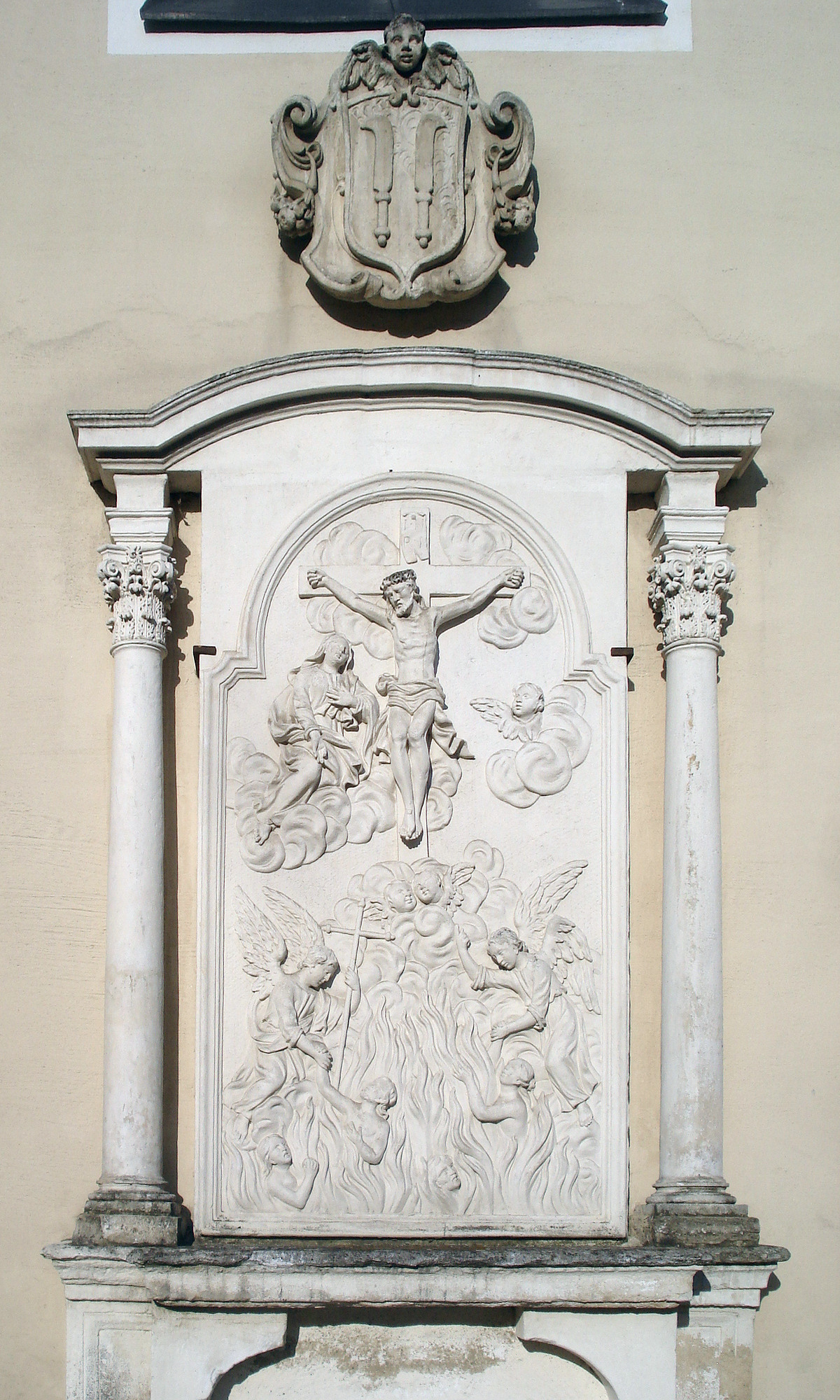
Darstellung der Armen Seelen im Fegefeuer

Den westlichen Zugang der Kirche bildet ein Stiegenaufgang von 1823. Das obere Ende des Aufgangs wird durch Sandsteinfiguren der heiligen Johannes Nepomuk und Franz Xaver aus demselben Jahr flankiert.
Das schlichte Langhaus ist mit einem Satteldach gedeckt und wird von Süden durch barocke Rundbogenfenster mit Putzfaschen belichtet. Der leicht eingezogene Chor ist etwas niedriger als das Langhaus und hat einen 5/8-Schluss und abgetreppte, übergiebelte Strebepfeiler sowie ein- und dreibahnige Maßwerkfenster.
Der vorgestellte, quadratische Westturm aus der zweiten Hälfte des 15. Jahrhunderts hat kleine profilierte Rechteckfenster in den Untergeschoßen. Über einem Kordongesims schließt das Schallgeschoß mit Rundbogenfenstern und Turmuhren unter Uhrengiebeln an. Der Pyramidenhelm aus dem Jahre 1879 hat an der Basis übergiebelte Rundbogenfenster und wird von einem Turmknauf mit Kreuz bekrönt.
Im Norden ist die ehemalige Sakristei mit einem Oratorium. Sie ist innen mit „1654“ bezeichnet und wurde 1867 aufgestockt. Die Gruftkapelle an der Nordseite des Langhauses aus der Mitte des 14. Jahrhunderts ist im Osten und Westen durch spätere Zubauten verbaut. Zwei Strebepfeiler und gotische Spitzbogenfenster gliedern die Nordfassade.
An der Südseite befindet sich die jetzige Sakristei. Sie hat Spitzbogenfenster mit Putzfaschen und ein hohes Walmdach.
An der Fassade der Apsis und der Nord- und Südseite befinden sich stark verwitterte Grabsteine des ehemaligen Friedhofs. Eine Gedenkplatte für den 1832 verstorbenen Karl Höck und eine Figurengruppe „Abschied Christi von Maria“ auf reliefiertem Sockel aus dem Jahr 1804, die 1958 hierher übertragen wurde, sind an der Südfassade. Ein 1832 aus dem aufgelassenen Kapuzinerkloster hierher übertragenes, barockes Kreuzigungsrelief mit armen Seelen im Fegefeuer aus der ersten Hälfte des 18. Jahrhunderts befindet sich unterhalb eines Wappens der Dietrichsteins. An der Nordfassade ist unter anderem ein Grabstein des 1589 verstorbenen Christoph Görtschach mit einem Relief des Verstorbenen und der Kreuzigung Christi.

### Innen
Kirche

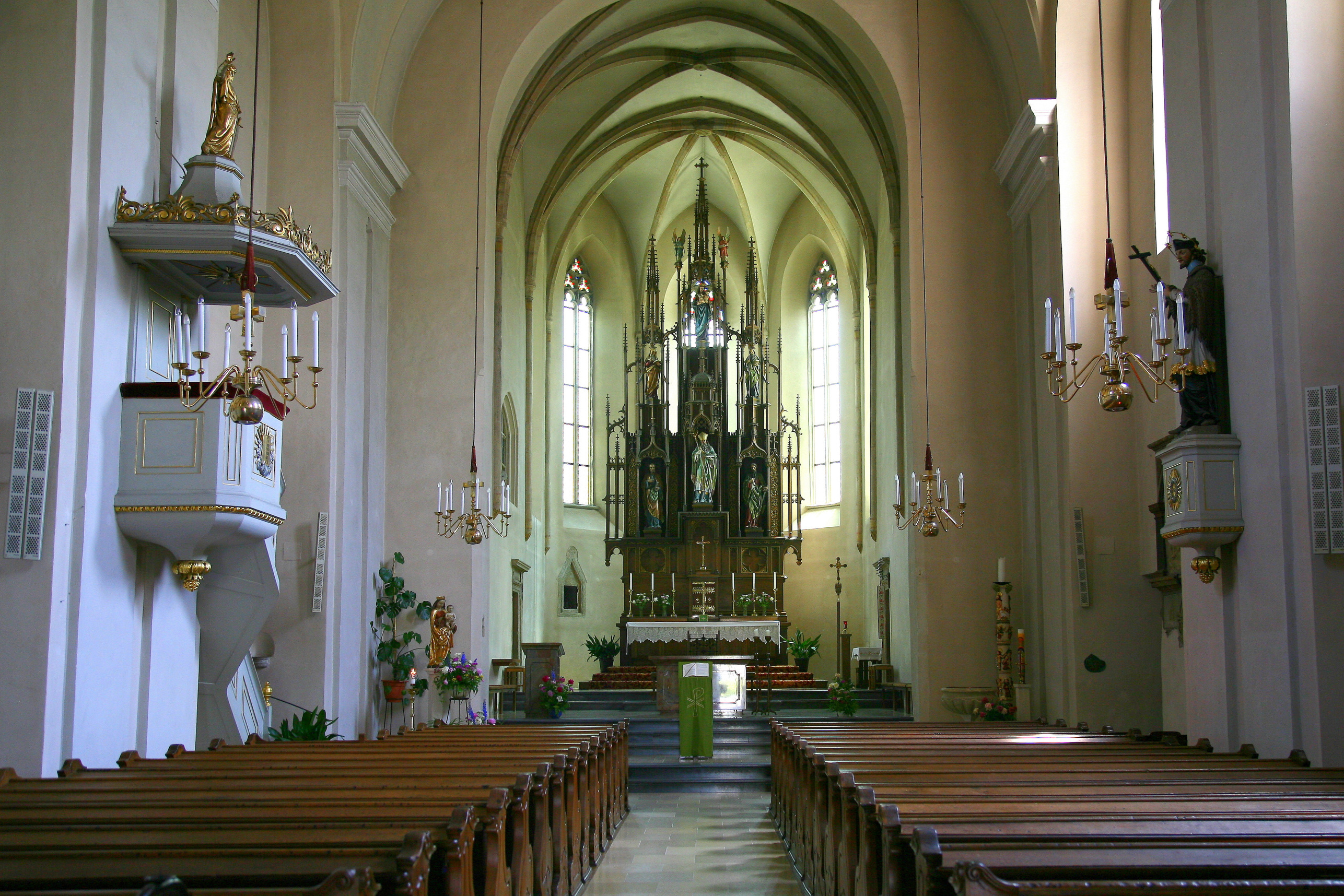
Innenansicht der Pfarrkirche Hollabrunn

Der Innenraum der Kirche wird durch das Westportal erschlossen, das in eine tonnengewölbte Vorhalle im Turmerdgeschoß führt. Das anschließende, dreijochige Langhaus wurde im Jahr 1675 überwölbt. DasTonnengewölbe mit Stichkappen ruht auf kräftigen Wandpfeilern und wird durch Gurte und Doppelpilaster gegliedert. In den dadurch zwischen den Wandpfeilern entstandenen, tiefen Nischen liegen an der Südseite barocke Rundbogenfenster.
Die Empore hat eine gerade Brüstung, in die ein Teil des Orgelprospekts integriert ist.
Ein mächtiger, glatter, runder Vierungsbogen bildet den Übergang vom Langhaus zum leicht erhöhten, eingezogenen, zweijochigen Chor mit Fünfachtelschluss. An der linken Seite des Vierungsbogens ist etwa in Augenhöhe eine kleine Nische mit einem Dreipassbogen. Der Chor hat ein im Jahre 1908 erneuertes Kreuzrippengewölbe mit Schlusssteinen, dessen Gewölbeanfänger auf halbrunden Diensten mit spitz zulaufenden Konsolen ruhen.
Links neben dem Hochaltar befindet sich eine mit einem Schmiedeeisengitter verschlossene Sakramentsnische aus dem 15. Jahrhundert, die von einer im Jahr 1908 renovierten, gotischen Malerei gerahmt wird. Zu beiden Seiten des Chores führen Portale aus der Mitte des 17. Jahrhunderts in die Sakristeien.
Kreuzkapelle

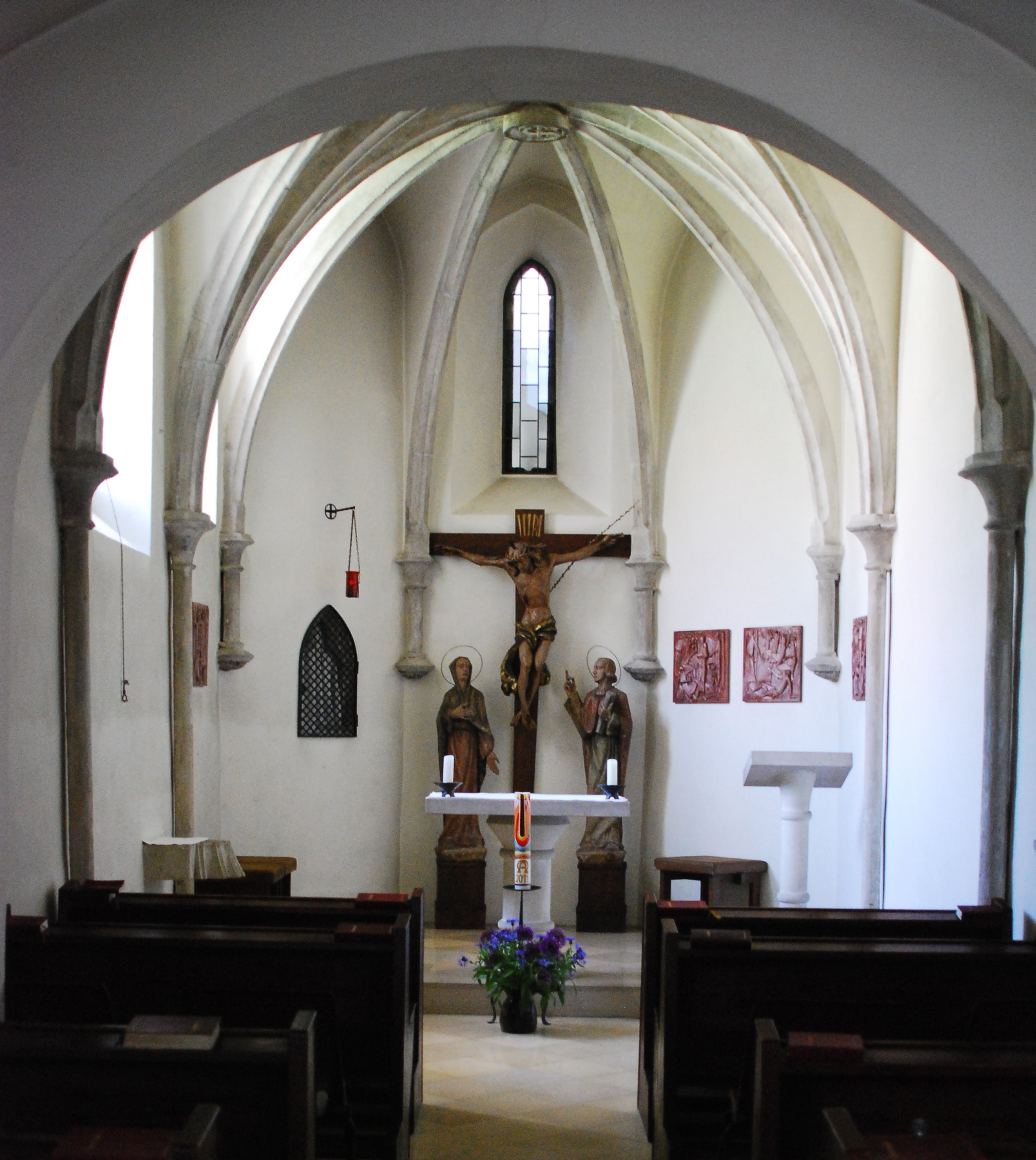
Die Kreuzkapelle

Die Kapelle liegt an der Nordseite und wird durch einen Zugang im westlichen Joch des Langhauses erschlossen. Dieser Zugang führt in eine Vorhalle mit einem Stichkappengewölbe aus dem 17. Jahrhundert. Sie schließt in derselben Breite westlich an die Kapelle an, die in den Jahren 1908 und 1987 restauriert wurde. Das zweijochige Langhaus der Kapelle wird von einem Kreuzrippengewölbe auf Runddiensten mit Kelchkapitellen abgeschlossen und endet im Osten in einer Apsis mit Fünfachtelschluss und einem schmalen, schlanken Spitzbogenfenster.
Die Gewölbeanfänger der Kreuzrippengewölbe in der Apsis ruhen auf kurzen Diensten auf vorkragenden Konsolen mit Blattdekor. Die Schlusssteine der Gewölbe zeigen im Chor eine Taube als Symbol für den Heiligen Geist und in der Apsis das Lamm Gottes.
Links neben dem Altar befindet sich eine Sakramentsnische mit einem Dreipassbogen.

## Ausstattung
Der neugotische Tabernakelaltar aus dem Jahr 1908 wurde von Robert Hanel angefertigt. Auf dem Altarretabel über dem Tabernakel steht eine Statue des heiligen Ulrich flankiert von Statuen der Heiligen Petrus und Paulus. Im darüber liegenden Gesprenge befindet sich eine Statue „Maria mit Kind“ flankiert von Statuen der Heiligen Joachim und Anna.
Auf dem Schalldeckel der klassizistischen Kanzel aus der Zeit um 1820 steht eine Statuette des heiligen Paulus. Gegenüber befindet sich auf einer Konsole, die im gleichen Stil wie der Kanzelkorb gestaltet ist, eine Statue des heiligen Johannes Nepomuk aus der zweiten Hälfte des 18. Jahrhunderts.
Zur Einrichtung zählen die spätbarocken Kirchenbänke aus der zweiten Hälfte des 18. Jahrhunderts sowie ein Taufbecken und ein Weihwasserbecken aus dem Ende des 17./Anfang des 18. Jahrhunderts. Die Kreuzwegbilder sind im Jahre 1878 entstanden.
Ein Kruzifix des ehemaligen Hochaltares aus der Zeit um 1820, neugotische Figuren aus dem dritten Viertel des 19. Jahrhunderts und zwei Altarblätter der ehemaligen Seitenaltäre gehören ebenfalls zur Ausstattung. Die Altarblätter sind Ölbilder von Johann Josef Schindler aus dem Jahr 1823, die Maria mit Kind und den heiligen Ulrich zeigen.

### Orgel

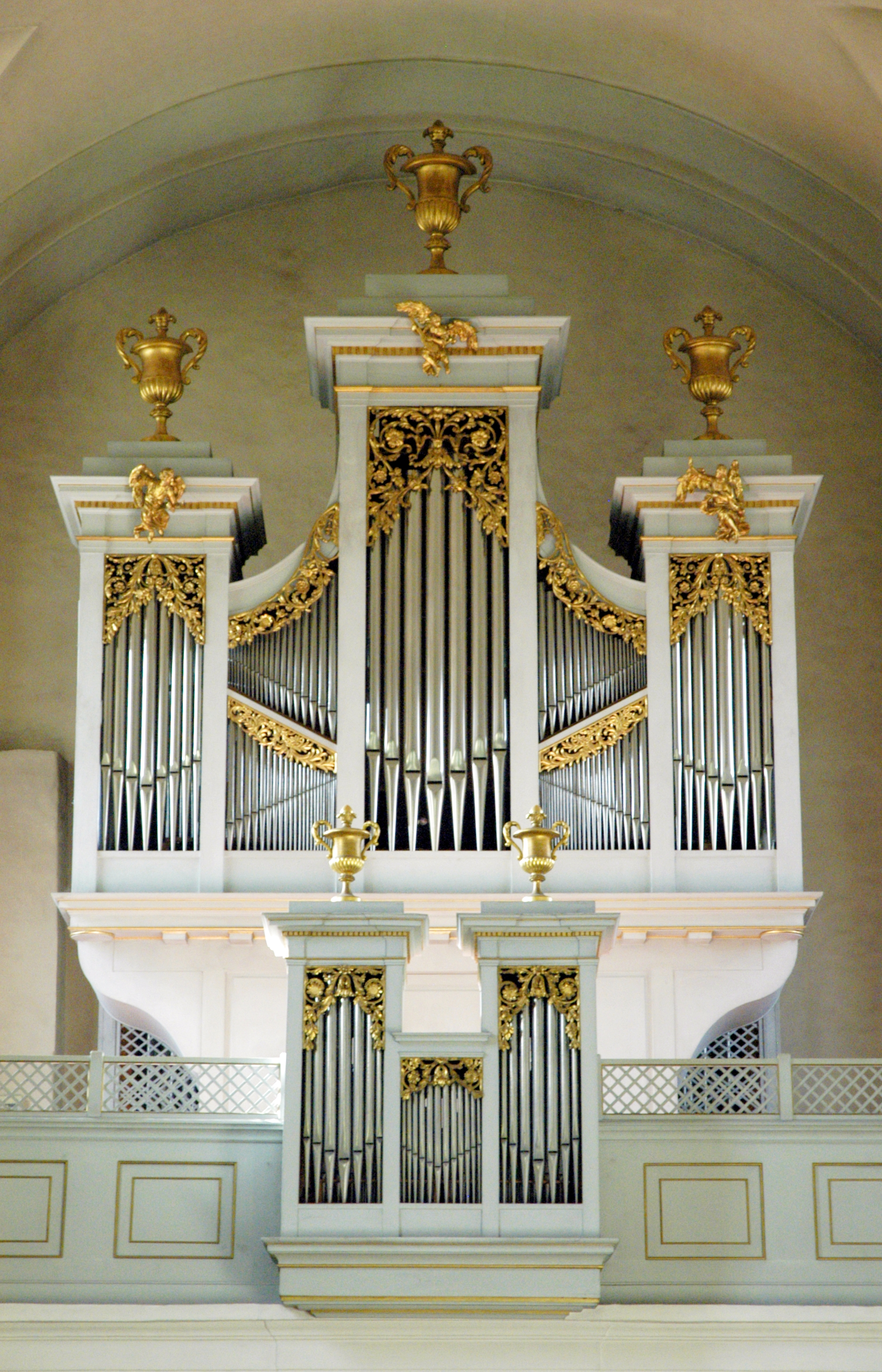
Die Orgel

1961 wurde von Gregor Hradetzky aus Krems an der Donau unter Verwendung des klassizistischen Prospekts und des Brüstungspositivs aus dem Jahr 1824 von Christoph Erler, Wien, eine neue Orgel mit drei Manualen sowie Pedal und einem mechanischen Schleifladenwerk mit 33 Registern geschaffen. Sie gilt als die größte mechanische Orgel des Weinviertels und hat folgende Disposition:
| I Hauptwerk C–g3 |       |
| Gedacktpommer    | 16′   |
| Prinzipal        | 8′    |
| Rohrflöte        | 8′    |
| Salizional       | 8′    |
| Oktave           | 4′    |
| Spitzflöte       | 4′    |
| Superoktave      | 2′    |
| Mixtur IV–VI     | 1 ⁄3′ |
| Trompete         | 8′    |

| II Positiv C–g3 |       |
| Kopula          | 8′    |
| Prinzipal       | 4′    |
| Rohrflöte       | 4′    |
| Oktave          | 2′    |
| Sesquialtera II |       |
| Quint           | 1 ⁄3′ |
| Scharff IV      | 1′    |
| Krummhorn       | 8′    |

| III Oberwerk C–g3 |       |
| Gedeckt           | 8′    |
| Quintatön         | 8′    |
| Prästant          | 4′    |
| Flöte             | 4′    |
| Nasat             | 2 ⁄3′ |
| Nachthorn         | 2′    |
| Mixtur IV         | 1 ⁄3′ |
| Schalmei          | 8′    |

| Pedal C–f1     |       |
| Untersatz      | 16′   |
| Subbass        | 16′   |
| Oktavbass      | 8′    |
| Gedecktbass    | 8′    |
| Choralbass     | 4′    |
| Blockflöte     | 2′    |
| Pedalmixtur IV | 2 ⁄3′ |
| Posaune        | 16′   |

- Koppeln: III/I, II/I, I/P, II/P

### Glocken
Das heutige Geläute der Kirche stammt aus dem Jahr 1957, nachdem die alten Glocken in den Weltkriegen als Rohmaterial zur Waffenproduktion verwendet wurden. Nur eine Glocke der Glockengießerei Pfundner aus dem Jahre 1924 blieb erhalten, sie wird heute als Totenglocke verwendet.
Im Juni 1957 wurden die fünf Glocken bei der Glockengießerei St. Florian bestellt. Am 10. September 1957 erfolgte der Glockenguss. Bereits am 13. Oktober 1957 wurden die Glocken durch den Wiener Erzbischof Franz König in einem Hof des damaligen Knabenseminars in Hollabrunn geweiht. Anschließend erhielten sie ihren Platz in der Glockenstube des Kirchturms.
Die Kirche beherbergt ein Sechsergeläut, das im „Wachet auf“-Motiv erklingt (Dur-Dreiklang mit Sexte).
| Nr. | Name                  | Gussjahr | Gießer, Gussort | Durchmesser (mm) | Masse (kg) | Schlagton |
| 1   | Dreifaltigkeitsglocke | 1957     | St. Florian     | 1320             | 1301       | es1       |
| 2   | Marienglocke          | 1957     | St. Florian     | 1050             | 716        | g1        |
| 3   | Leopoldsglocke        | 1957     | St. Florian     | 880              | 401        | b1        |
| 4   | Ulrichsglocke         | 1957     | St. Florian     | 780              | 255        | c2        |
| 5   | Josefsglocke          | 1957     | St. Florian     | 660              | 142        | es2       |
| 6   | Totenglocke           | 1924     | Pfundner        |                  | ~ 50       | h2        |